# 高應聘
高應聘（1533年—？），字志尹，号玉田。山西平陽府絳州稷山縣人，軍籍，明朝政治人物。

## 生平
嘉靖三十七年（1558年）戊午科山西鄉試第二十四名舉人。隆慶五年（1571年）中式辛未科會試第一百七十三名，三甲第二百六十三名進士。户部觀政，授吴江县知县，萬曆三年（1575年）改任府学教授，后为仇者所中伤，萬曆五年致仕，辞官归乡。

## 家族
曾祖高琚；祖父高續；父高爵，母白氏；繼母薛氏。